# Erik Friedlander
Erik Friedlander (New York, 1 juli 1960) is een Amerikaanse jazzcellist, componist en orkestleider van de freejazz en de creative jazz, de vrije improvisatie en de eigentijdse muziek.

## Biografie
Erik Friedlander groeide op in Rockland County in een artistiek en muziekminnend gezin. Zijn vader is de fotograaf Lee Friedlander, die ook foto's maakte voor de platenhoezen van Atlantic Records tijdens de jaren 1960. Friedlander begon gitaar te spelen op 6-jarige leeftijd en twee jaar later cello.
Friedlander wordt beschouwd als een veteraan van het New Yorkse experimentele circuit in de binnenstad van New York. Hij werkte in deze context met vele formaties begin jaren 1990, maar ook met muzikanten als Fred Hersch, Meredith D'Ambrosio en Terence Blanchard, op wiens soundtrackalbum uit 1992 voor de Malcolm X-film X hij betrokken was. Hij werd vooral bekend om zijn samenwerking met saxofonist en componist John Zorn, zoals in zijn Bar Kokba-project. De cellist werkte ook met uiteenlopende muzikanten als Laurie Anderson, Uri Caine, Dave Douglas, Ellery Eskelin, Lee Konitz, Joe Lovano, Sylvie Courvoisier, Courtney Love en Phil Woods. Hij is ook lid van het jazz/fusion kwartet Topaz. Tijdens de jaren 1990 nam hij verschillende albums op met deze band en de formatie Chimera op Zorns label Tzadik. In 2015 won hij critici-polls in de categorie Diverse instrumenten van DownBeat.

## Discografie

### Albums als leader
- 1995: Chimera (Avant)
- 1996: Chimera: The Watchman (Tzadik)
- 1997: Topaz (Siam)
- 1999: Skin (Siam)
- 2001: Grains of Paradise (Tzadik)
- 2003: Quake (Cryptogramophone Records)
- 2007: Volac: Book of Angels, Vol. 8 (Tzadik) (solo-cello-Interpretaties van John Zorn-composities)
- 2007: Block Ice & Propane (Skipstone)
- 2011: Bonebridge met Michael Sarin, Doug Wamble, Trevor Dunn
- 2014: Nighthawks (Skipstone) met Doug Wamble, Trevor Dunn, Michael Sarin

 Albums met Masada Chamber Ensembles  (allen Tzadik)
- 1996: Bar Kokhba
- 1998: Issachar – The Circle Maker
- 2004: Masada String Trio: 50th Birthday Celebration, Vol. One
- 2005: Masada String Trio: Azazel: Book of Angels, Vol. 2
- 2005: Bar Kokhba Sextet: 50th Birthday Celebration Vol. 11
- 2008: Bar Kokhba Sextet: Lucifer: Book of Angels, Vol. 10
- 2010: Masada String Trio: Haborym: The Book of Angels, Vol. 16